# Syberia II
Syberia II – komputerowa gra przygodowa, która jest kontynuacją Syberii; stworzona oraz wydana przez firmę Microïds 29 marca 2004 na platformy Windows, Xbox i PlayStation 2.
Gra opowiada o byłej prawniczce Kate Walker, która razem z Hansem Voralbergiem stara się spełnić jego marzenie – zobaczyć ostatnie na świecie mamuty, które (według legend) do dziś żyją na tajemniczej wyspie zwanej Syberią.
Gra została dobrze odebrana przez recenzentów, uzyskując 80% na serwisie Metacritic. Chwalono ją za ciekawą fabułę i wymagające zagadki do rozwiązania, wytknięto zaś zbyt proste dialogi między postaciami.

## Fabuła
Syberia II kontynuuje przygody Kate Walker z pierwszej części, której retrospekcja jest dostępna w głównym menu. Kate przyrzeka Hansowi Voralbergowi, że dowiezie go na mityczną Syberię. W podróży towarzyszy jej wysoce wyspecjalizowany automat – maszynista Oskar, spotyka też kilkunastu nowych bohaterów, m.in. rzezimieszków Iwana i Igora, Cirkosa, pułkownika Emeliowa, dziewczynkę Malkę i zwierzaka imieniem Juki.

## Rozgrywka
Syberia II jest grą typu wskaż i kliknij z widokiem trzecioosobowym. Podczas gry postać zbiera przedmioty, do których ma dostęp z okna ekwipunku, gdzie może też przeczytać zgromadzone dokumenty. Chodząc po lokacjach, gracz rozmawia z postaciami niezależnymi, a dzięki telefonowi może skontaktować się z niektórymi na dystans.
Autorzy wprowadzili możliwość sterowania postacią za pomocą klawiatury.
Zagadki są na nieco wyższym poziomie niż w poprzedniej grze – wymagają większego myślenia, kojarzenia faktów, znajdowania wyjścia z problemu i rozumienia powiązań między poszczególnymi częściami zagadki.

## Tworzenie gry
Syberia II została zapowiedziana 14 października 2002. Gra miała wyjść w październiku 2003, ale jej wydanie zostało przełożone na kolejny rok. Wersja demonstracyjna wyszła 1 marca 2004 a gra poszła do tłoczni dzień później.
Silnik gry nie tylko wyświetla płatki śniegu i ślady stóp ale jest również o wiele wydajniejszy od oryginału. Postacie są bardziej szczegółowe, a ich animacje płynniejsze i bardziej naturalne.
Muzykę do gry stworzył kompozytor Inon Zur, odpowiedzialny także za oprawę dźwiękową do Icewind Dale II. Do jej stworzenia zainspirowała go intrygująca historia i piękne przerywniki filmowe.
Fabuła gry została w większości napisana podczas prac nad Syberią. Prace nad nią trwały krócej niż nad częścią pierwszą, mimo to czas potrzebny na przejście Syberii 2 jest porównywalny z ilością czasu, jaką zabrało ukończenie poprzedniczki.

### Obsada głosowa – główne role
| Postać         | Polski dubbing     |
| -------------- | ------------------ |
| Kate Walker    | Brygida Turowska   |
| Hans Voralberg | Mikołaj Müller     |
| Patriarcha     | Roch Siemianowski  |
| Anna Voralberg | Beata Łuczak       |
| Narrator       | Ireneusz Machnicki |

## Odbiór gry
Gra spotkała się z pozytywnym odbiorem recenzentów, uzyskując średnią z ocen wynoszącą 80/100 punktów wg serwisu Metacritic. Redaktor Void z Gry-Online napisał, że Syberia II to „jedna z najlepszych gier przygodowych ostatnich czasów”. Juan Castro z IGN uważa, że pomimo tego że gra jest krótka, to „akcja przyciąga od pierwszych sekund”. Uwzględnił także „ponadprzeciętność wykonania oprawy graficznej i muzyki”.
Według recenzji GameSpy gra „nie udźwignęła wysokich standardów poprzedniczki” oraz „zamieniła postacie i scenariusz w rzeczy prostolinijne”. Podobnego zdania był Scott Osborne z GameSpot, który stwierdził, że „w grze brakuje magii z części pierwszej”.
Kompozytor muzyki do gry Inon Zur uważał, że gra „wytycza nowe standardy w dziedzinie tworzenia gier komputerowych”.

## Kontynuacja
20 kwietnia 2017 wydano trzecią część serii. Firma Microïds postanowiła zmienić oprawę graficzną: zamiast ręcznie rysowanych teł grafika jest w pełni trójwymiarowa.